# Prionostemma montanum
Prionostemma montanum is een hooiwagen uit de familie Sclerosomatidae.